# Tetilla schulzei
Tetilla schulzei är en svampdjursart som beskrevs av Kieschnick 1898. Tetilla schulzei ingår i släktet Tetilla och familjen Tetillidae.
Artens utbredningsområde är havet kring Indonesien. Inga underarter finns listade i Catalogue of Life.